# Brooks Orpik
Richard Brooks Orpik (* 26. září 1980 v San Francisco, Kalifornie) je bývalý americký hokejový obránce. Momentálně pracuje pro klub Washington Capitals zabývajícím se pro rozvoj hráčského talentu a k tomu je asistent hlavního trenéra v mládežnickém týmu Boston College.

## Hráčská kariéra
Narodil se v San Francisco, několik měsíců po olympijském triumfu v Lake Placid v roce 1980. Orpik vyrostl v Amherst, New York, navštěvoval školu Nichols v Buffalu a v letech 1996–1998 hrával za Thayer Academy. V roce 1997 byl draftován do OHL týmem London Knights ze sedmého místa celkově 124., místo. Za London Knights nikdy nehrál. Hrál tři sezóny za Boston College, se kterým vyhráli soutěž Hockey East v sezoně 1998/1999 a 2000/2001, v ročníku 2000/2001 taktéž vyhráli v NCAA. Během tohoto období byl v roce 2000 vybrán v draftu NHL týmem Pittsburgh Penguins z prvního kola celkově osmnáctý. Začátky v seniorském hokeji začínal na farmě Penguins ve Wilkes-Barre/Scranton Penguins působící v AHL. První zápasy v NHL absolvoval v sezoně 2002/03, debut v NHL odehrál 10. prosince 2002 proti Toronto Maple Leafs. Od sezony 2003/04 byl stabilním hráčem Pittsburghu Penguins. Během výluky v NHL 2004/05 nikde nehrál. Sezona 2005/06 skončila pro tým Pittsburgh Penguins hrozivě, coby nejhorší tým východní konference a nejvíce inkasovaných branek se dostal do nominace na Mistrovství světa 2006 Brooks Orpik. Největší úspěch v Pittsburgh Penguins zaznamenal v sezoně 2008/09, po probojování do playoff, postoupili do finále, ve kterém porazili 4:3 na serie Detroit Red Wings. Pilířem obranných řad byl pro americký národní tým pro zimní olympijské hry 2010. Úspěch byl zisk stříbrných medailí. Po skončení ročníku v NHL 2009/10 byl zvolen nejlepším obráncem v Pittsburgh Penguins. V organizaci Penguins hrával do roku 2014. 1. července 2014 se dohodl na pětileté smlouvě v hodnotě 27,5 milionů amerických dolarů s týmem Washington Capitals.

## Ocenění a úspěchy
- 2008 NHL – Nejvíce hitů v playoff
- 2010 Pittsburgh Penguins – Obránce roku

## Prvenství
- Debut v NHL – 10. prosince 2002 (Pittsburgh Penguins proti Toronto Maple Leafs)
- První asistence v NHL 25. října 2003 (Pittsburgh Penguins proti New York Islanders)
- První gól v NHL 24. ledna 2004 (Colorado Avalanche proti Pittsburgh Penguins, americkému brankáři Philippe Sauve)

## Klubové statistiky
| Sezóna       | Klub                           | Soutěž       |      | Základní část | Základní část | Základní část | Základní část | Základní část |   | Play off | Play off | Play off | Play off | Play off |
| Sezóna       | Klub                           | Soutěž       | Z    | G             | A             | B             | TM            | Z             | G | A        | B        | TM       |          |          |
| 1998–99      | Boston College                 | HE           | 41   | 1             | 10            | 11            | 96            | —             | — | —        | —        | —        |          |          |
| 1999–00      | Boston College                 | HE           | 38   | 1             | 9             | 10            | 104           | —             | — | —        | —        | —        |          |          |
| 2000–01      | Boston College                 | HE           | 40   | 0             | 20            | 20            | 124           | —             | — | —        | —        | —        |          |          |
| 2001–02      | Wilkes-Barre/Scranton Penguins | AHL          | 78   | 2             | 18            | 20            | 99            | —             | — | —        | —        | —        |          |          |
| 2002–03      | Wilkes-Barre/Scranton Penguins | AHL          | 71   | 4             | 14            | 18            | 105           | 6             | 0 | 0        | 0        | 14       |          |          |
| 2002–03      | Pittsburgh Penguins            | NHL          | 6    | 0             | 0             | 0             | 2             | —             | — | —        | —        | —        |          |          |
| 2003–04      | Pittsburgh Penguins            | NHL          | 79   | 1             | 9             | 10            | 127           | —             | — | —        | —        | —        |          |          |
| 2003–04      | Wilkes-Barre/Scranton Penguins | AHL          | 3    | 0             | 0             | 0             | 2             | 24            | 0 | 4        | 4        | 5        |          |          |
| 2005–06      | Pittsburgh Penguins            | NHL          | 64   | 2             | 7             | 9             | 124           | —             | — | —        | —        | —        |          |          |
| 2006–07      | Pittsburgh Penguins            | NHL          | 70   | 0             | 6             | 6             | 82            | 5             | 0 | 0        | 0        | 8        |          |          |
| 2007–08      | Pittsburgh Penguins            | NHL          | 78   | 1             | 10            | 11            | 57            | 20            | 0 | 2        | 2        | 18       |          |          |
| 2008–09      | Pittsburgh Penguins            | NHL          | 79   | 2             | 17            | 19            | 73            | 24            | 0 | 4        | 4        | 22       |          |          |
| 2009–10      | Pittsburgh Penguins            | NHL          | 73   | 2             | 23            | 25            | 64            | 13            | 0 | 2        | 2        | 12       |          |          |
| 2010–11      | Pittsburgh Penguins            | NHL          | 63   | 1             | 12            | 13            | 66            | 7             | 0 | 3        | 3        | 14       |          |          |
| 2011–12      | Pittsburgh Penguins            | NHL          | 73   | 2             | 16            | 18            | 61            | 6             | 0 | 0        | 0        | 4        |          |          |
| 2012–13      | Pittsburgh Penguins            | NHL          | 46   | 0             | 8             | 8             | 32            | 12            | 1 | 1        | 2        | 10       |          |          |
| 2013–14      | Pittsburgh Penguins            | NHL          | 72   | 2             | 11            | 13            | 46            | 5             | 1 | 1        | 2        | 0        |          |          |
| 2014–15      | Washington Capitals            | NHL          | 78   | 0             | 19            | 19            | 66            | 14            | 0 | 2        | 2        | 8        |          |          |
| 2015–16      | Washington Capitals            | NHL          | 41   | 3             | 7             | 10            | 24            | 6             | 0 | 0        | 0        | 10       |          |          |
| 2016–17      | Washington Capitals            | NHL          | 79   | 0             | 14            | 14            | 48            | 13            | 0 | 2        | 2        | 11       |          |          |
| 2017–18      | Washington Capitals            | NHL          | 81   | 0             | 10            | 10            | 68            | 24            | 1 | 4        | 5        | 15       |          |          |
| 2018–19      | Washington Capitals            | NHL          | 53   | 2             | 7             | 9             | 32            | 7             | 1 | 1        | 2        | 0        |          |          |
| Celkem v NHL | Celkem v NHL                   | Celkem v NHL | 1035 | 18            | 176           | 194           | 972           | 156           | 4 | 22       | 26       | 132      |          |          |

## Reprezentace
| Rok                       | Tým                       | Soutěž                    | Z  | G | A | B | TM |
| ------------------------- | ------------------------- | ------------------------- | -- | - | - | - | -- |
| 2000                      | USA 20                    | MSJ                       | 7  | 1 | 1 | 2 | 6  |
| 2006                      | USA                       | MS                        | 7  | 0 | 0 | 0 | 10 |
| 2010                      | USA                       | OH                        | 6  | 0 | 0 | 0 | 0  |
| 2014                      | USA                       | OH                        | 6  | 0 | 0 | 0 | 2  |
| Juniorská kariéra celkově | Juniorská kariéra celkově | Juniorská kariéra celkově | 7  | 1 | 1 | 2 | 6  |
| Seniorská kariéra celkově | Seniorská kariéra celkově | Seniorská kariéra celkově | 19 | 0 | 0 | 0 | 12 |